# ماسیمو گانچی
ماسیمو گانچی (انگلیسی: Massimo Ganci؛ زادهٔ ۱۷ نوامبر ۱۹۸۱) بازیکن فوتبال اهل ایتالیا است.
از باشگاه‌هایی که در آن بازی کرده‌است می‌توان به باشگاه فوتبال رجینا، باشگاه فوتبال سالرنیتانا، باشگاه فوتبال فروزینونه، باشگاه فوتبال چیتادلا، باشگاه فوتبال پیاچنزا، باشگاه فوتبال باری، باشگاه فوتبال مونتسا، و باشگاه فوتبال دلفینو پسکارا اشاره کرد.
وی همچنین در تیم ملی فوتبال زیر ۲۰ سال ایتالیا بازی کرده‌است.